# Medienkompetenz
Medienkompetenz bezeichnet die Fähigkeit, Medien und ihre Inhalte den eigenen Zielen und Bedürfnissen entsprechend sachkundig zu nutzen.

## Definition

Operationalisierung von Medienkompetenz nach Dieter Baacke

Seit den 1990er Jahren hat eine Definition von Dieter Baacke (1934–1999) Bedeutung erlangt. Baacke gliederte den Begriff Medienkompetenz in vier Dimensionen: Medienkritik, Medienkunde, Mediennutzung und Mediengestaltung. Sein komplexes Begriffsystem wird in der Grafik schematisch dargestellt, um es anschaulicher zu machen.
Medienkritiksoll analytisch problematische gesellschaftliche Prozesse angemessen erfassen. Jeder Mensch sollte reflexiv in der Lage sein, das analytische Wissen auf sich selbst und sein Handeln anzuwenden. Die Fähigkeit, soziale Konsequenzen der Medienentwicklung zu berücksichtigen, bezeichnet eine weitere Dimension der Medienkritik.
Medienkundeumfasst das Wissen über die heutigen Mediensysteme. Die informative Unterdimension der Medienkunde beinhaltet klassische Wissensbestände. Die instrumentell-qualifikatorische Unterdimension meint die Fähigkeit, neue Geräte auch bedienen zu können. Die beiden Aspekte Medienkritik und Medienkunde umfassen die Unterdimension der Vermittlung. Die Unterdimension der Zielorientierung liegt im Handeln der Menschen. Hierbei spielt also die Nutzung von Medien eine wichtige Rolle.
Mediennutzungist doppelt zu verstehen: Medien sollen rezeptiv angewendet werden (Programm-Nutzungskompetenz) und interaktive Angebote genutzt werden.
Mediengestaltunginnovative Veränderungen und Entwicklungen des Mediensystems und kreative ästhetische Varianten, die über die Grenzen der alltäglichen Kommunikationsroutinen hinausgehen.
Baacke erweiterte den Begriff Medienkompetenz theoretisch auf die überindividuelle, gesellschaftliche Ebene. Mit diesem Ausdifferenzierungsziel wird der Begriff zum „Diskurs der Informationsgesellschaft“. Ein solcher Diskurs bezieht alle wirtschaftlichen, technischen, sozialen, kulturellen und ästhetischen Probleme mit ein; er kann ständig stattfinden.
Baackes pädagogisch begründeter Begriff der Medienkompetenz hat Wissenschaft, Praxis und Politik inspiriert.
Bereits bei dieser überblicksartigen Betrachtung des Begriffs Medienkompetenz und den Möglichkeiten seiner Vermittlung kristallisiert sich ein Hauptaspekt heraus: durch aktive (Be-)Nutzung der Medien soll sich eine Kritikfähigkeit herausbilden, die zum Auswählen von Medienangeboten genutzt werden kann. Kurz: Die eigene aktive Arbeit mit einem Medium ermöglicht dessen kritische Nutzung im beruflichen und privaten Alltag. Die Auseinandersetzung mit Medien (sowohl in der Produktion als auch in der Rezeption) kann zu einer kritischen Auseinandersetzung des Subjektes mit sich selbst (Bewusstseinsbildung) eingesetzt werden (Schwinger 2005) und ihm neue Formen autonomen Handelns ermöglichen.
Medienkompetenz umfasst:
1. Medien (Bücher, Zeitschriften, Hörfunk, Fernsehen, Internet usw.) kennen und nutzen können – beispielsweise ein Buch in der Bibliothek suchen und entleihen.
2. Sich in der Medienwelt orientieren können – beispielsweise unter den verschiedenen Fernsehangeboten eine Nachrichtensendung finden.
3. An medial vermittelten Kommunikationen teilnehmen können – beispielsweise einen Leserbrief verfassen, in einer Schülerzeitung schreiben.
4. Eine kritische Distanz zu Medien halten – beispielsweise kommerzielle oder politische Interessen in journalistischen Beiträgen erkennen können, vgl. Medienkritik.
5. Selbst kreativ in der Medienwelt tätig werden – beispielsweise ein Blog schreiben, eine eigene Homepage gestalten, einen Rundbrief herausgeben, eine Demonstration veranstalten, ein Buch schreiben, eine Ausstellung organisieren, ein Konzert geben, ein Graffiti erstellen, an einem Wiki mitarbeiten oder einen Flashmob initiieren.

## Begriffsgeschichte
Die Geschichte des Begriffs Medienkompetenz und ihrer Vermittlungsinstanz Medienpädagogik ist geprägt durch temporär dominierende, sich aber gegenseitig nicht ausschließende Strömungen und Zyklen. Diese Zyklen sind immer auch Ausdruck eines gesellschaftspolitischen Kontextes. Ursprünglich stellten die „Massenmedien“ den Hauptgegenstand der Diskussion dar. Bereits in den 1920er Jahren stellte Bertolt Brecht (1898–1956) ganz konkrete und pragmatische Forderungen zur Befähigung des einfachen Bürgers in der Anwendung und Nutzung der Medien. Er forderte 1927 eine Demokratisierung des Rundfunks. Erst am Ende der 1960er Jahre, in „gesellschaftspolitisch anderer Zeit“, kam der Begriff der „Medienkompetenz“ auf. Die Bevölkerung solle, so forderte Hans Magnus Enzensberger in Anlehnung an Brecht, überall dabei sein, auch bei der Produktion von Medien. Er postuliert in einer zentralen Stelle seiner Theorie der Medien:
„Ein revolutionärer Entwurf muß nicht die Manipulateure zum Verschwinden bringen;
er hat im Gegenteil einen jeden zum Manipulateur zu machen.“ (Hans Magnus Enzensberger)
Auch durch Enzensbergers Veröffentlichungen zur Konkretisierung von Brechts Forderung nach Demokratisierung der Medien erfuhr Ende der 1960er Jahre der Begriff Medienkompetenz einen Bedeutungswandel. Die Medien wurden in den 1950er und 60er Jahren vielmals als Gefährdung betrachtet; viele Experten und Pädagogen, unter ihnen Martin Keilhacker, nahmen eine bewahrpädagogische Grundhaltung ein. Diese zurückhaltende, skeptische bzw. ablehnende Haltung gegen Fernsehen und neue Medien allgemein beruhte auf der Annahme vieler Pädagogen, das Buch sei das wertvollere Medium. Man wollte daher die alten Kulturwerte durch pädagogische Maßnahmen bewahren; Medienkompetenz wurde in diesem Zusammenhang als Fähigkeit verstanden, wertvolle Inhalte von minderwertigen zu unterscheiden und für sich das richtige und förderliche auszuwählen.
Durch handlungsorientierte Pädagogik und Kulturarbeit in den 1970er und 80er Jahren gewann eine nicht mehr nur abwehrende Haltung gegenüber den Medien die Oberhand. Die Medien wurden in ihren gestalterischen Potenzialen für die Bildungssozialisation wahrgenommen. Als Leitbegriffe dominierten jetzt kommunikative Kompetenz, Lebenswelt, Alltag, authentische Erfahrung, handelndes Lernen und vor allem Handlungskompetenz und Medienkompetenz. Durch handelndes Lernen im Gegenstandsbereich der sozialen Realität sollte in der Verbindung von Reflexion und Handeln die Realität sowohl angeeignet als auch mitgestaltet und verändert werden.
Der Begriff Medienkompetenz scheint problematisch, weil seine Uneindeutigkeit dazu verleitet, ihn falsch zu verwenden, und zwar als Beschreibung einer Reihe von Fähigkeiten, die man sich aneignen muss, um Medien richtig verwenden zu können. Nach Vollbrecht soll es allerdings nicht um die Aneignung bestimmter Fähigkeiten, wie zum Beispiel die Verwendung eines bestimmten Computerprogrammes gehen, sondern darum zu lernen, wie man sich selbst ein beliebiges Programm aneignet – also um das „Lernen des Lernens“. Unter Medienkompetenz versteht Vollbrecht also Schemata (kognitive Strukturen) die den Menschen befähigen Medien nach Belieben (kreativ) zu nutzen und nicht ein bestimmtes Handeln festlegen. Nur durch solche Lernprozesse können sich schließlich die „Schemata“ selbst verändern und somit die Medienkompetenz weiterentwickeln.
Seit den 1990er Jahren hat Dieter Baackes Definition von Medienkompetenz besondere Bedeutung erlangt; er gliederte den Begriff in vier Dimensionen:
- Medienkritik,
- Medienkunde,
- Mediennutzung und
- Mediengestaltung.

Er trug Anfang der 1970er Jahre entscheidend zur Prägung des Begriffes Medienkompetenz bei. In früheren Schriften verwendete er den allgemeineren Begriff der Kommunikativen Kompetenz und stand dem Begriff der Medienkompetenz kritisch gegenüber, da er ihn als „leer“ empfand. Er kritisierte, dass der Begriff nicht aussagt, was man sich unter Medienkompetenz konkret vorzustellen habe und wie man sie vermittele.
Baacke betrachtet Medienkompetenz im Grunde als eine Variante kommunikativer Kompetenz, da Kompetenz für jede Art der Kommunikation und somit auch für mediale Kommunikation als angeboren angenommen wird, im Sinne einer „Fähigkeit, in die Welt aneignenderweise auch alle Arten von Medien für das Kommunikations- und Handlungsrepertoire von Menschen einzusetzen“ In Nachfolge Baackes hat Peter Lokk den Begriff insbesondere auf die Teilhabe (Partizipation), Medienkritik sowie Vermittlung praktischer Nutzungskompetenz in Bezug auf die Neuen Medien erweitert.
Schiersmann u. a. (2002, 19) haben versucht, „den Begriff der Medienkompetenz zu spezifizieren, seine Dimensionen zu klären und zentrale inhaltliche Diskursstränge zueinander in ein Verhältnis zu setzen“. Für sie setzt sich Medienkompetenz „aus drei sich ergänzenden Bausteinen zusammen:
- Kompetenz zur Handhabung und Nutzung von (Medien-, IuK-) Technik
- Kompetenz zur Gestaltung von sozio-technischen Systemen mit Hilfe von (Medien-, IuK-) Technik
- Kompetenz zur kundige[n] Kritik von (Medien-, IuK-) Technik.“ (a. a. O, 64)

Anhand von Leitfragen („Was, d. h. welcher Gegenstandsbereich wird genauer thematisiert?“, „Wozu Medienkompetenz?“ und „Wie beweist man Kompetenz?“) positionieren sie dann die unterschiedlichen Begriffsaufweisungen in einem Begriffsraum.
Bernward Hoffmann untergliedert Medienkompetenz in vier weitere Teilaspekte:
- Der personelle Bezug beschreibt die sinnlich affektive Wahrnehmung und das Erleben von Medieneinflüssen auf das Individuum. Dessen Mündigkeit gegenüber Medien sollte ausgebildet sein, um die Machart und die Bedingtheit von Medien zu verstehen, sowie diese zu durchschauen.
- Als zweite Schlüsselkompetenz in unserer heutigen Informationsgesellschaft stellt Hoffmann den sozialen Bezug dar. Medienkompetenz darf nicht nur subjektiv auf das Individuum projiziert werden, sondern muss im Kontext der Gesellschaft und deren Gruppen (wirtschaftlich, sozial, kulturell) gesehen werden.
- Die Aufnahme von Informationen aus Medien und damit den Nutzungsaspekt – rezeptiv – nennt Hoffmann als dritten wichtigen Aspekt. Medien sind für den Menschen ein wichtiges soziales Referenzsystem, mit dessen Hilfe das Erfassen und Verstehen der Welt vereinfacht werden kann. Daher ist es notwendig, sich in der Vielfalt des Medienangebots zu Recht zu finden, um sich dieses nutzbar zu machen.
- Dies wird vom Subjekt durch gestalterisch aktive Teilnahme am medialen Alltag erreicht. Dieser Handlungsaspekt soll vom Subjekt aufgegriffen werden, um sich die Medien als Werkzeug für die eigenen sozialen Interessen nutzbar zu machen.

In einer Analyse von über einhundert Definitionen von Medienkompetenz zeigt Gapski (2001), dass in den untersuchten Wortklärungen üblicherweise unterschiedliche Dimensionen oder Ebenen ausdifferenziert werden, um den Komplexbegriff beschreibbar zu machen. Beispielsweise definiert Aufenanger (1997) sechs Dimensionen der Medienkompetenz, während Groeben (2002) sieben Dimensionen von Medienkompetenz benennt, „die eine Optimierung von Differenzierungsgrad und Integrationswert bieten“ und bisherige medienpädagogische Modellierungen „integrativ“ abdecken sollen. Dabei bezieht sich Norbert Groeben unter anderem auf fünf Aufgabenbereiche, die Gerhard Tulodziecki in seiner handlungs- und entwicklungsorientierten Medienpädagogik herausgearbeitet hatte und die unter anderem für eine schulische Förderung von Medienkompetenz genutzt wurden: (a) Auswählen und Nutzen von Medienangeboten, (b) Eigenes Gestalten und Verbreiten von Medienbeiträgen, (c) Verstehen und Bewerten von Medienbeiträgen, (d) Erkennen und Aufarbeiten von Medieneinflüssen, (e) Durchschauen und Beurteilen von Bedingungen der Medienproduktion und Medienverbreitung. Diese Aufgabenbereiche hat Tulodziecki später als Grundlage eines Kompetenzmodell mit Standards für die Medienbildung genutzt.
Auf Grundlage einer Analyse, Zusammenfassung sowie Strukturierung relevanter Definitionen und Entfaltungen des Medienkompetenzbegriffs fasst Bernd Schorb Medienkompetenz als „die Fähigkeit, auf der Basis strukturierten zusammenschauenden Wissens und einer ethisch fundierten Bewertung der medialen Erscheinungsformen und Inhalte, sich Medien anzueignen, mit ihnen kritisch, genussvoll und reflexiv umzugehen und sie nach eigenen inhaltlichen und ästhetischen Vorstellungen, in sozialer Verantwortung sowie in kreativem und kollektivem Handeln zu gestalten“. Diese Definition beschreibt die wesentlichen Inhaltsbereiche von Medienkompetenz, die es zu fördern gilt, um den „umfassenden Prozess der Medienaneignung als ein bewusstes und reflektierendes Handeln zu gestalten“, nämlich
- Medienwissen,
- Medienbewertung und
- Medienhandeln

– Dimensionen, die ihrerseits von ihm weiter ausdifferenziert werden. Damit leitet Schorb eine Verbindung zwischen der in der Medienpädagogik zentralen Medienkompetenz und dem für die Kommunikationswissenschaft relevanten Begriff der Medienaneignung her und schließt eine Lücke zwischen diesen beiden Konzepten. Weiterhin ist in dieser Entfaltung von Schorb das pädagogische Konzept der reflexiv-praktischen Medienaneignung und die Methode der aktiven Medienarbeit angelegt, die das Spektrum medienpädagogischer Praxis erweitert.
Bei allen obigen Ausdifferenzierungen wird Medienkompetenz letztlich als Zielvorstellung für medienpädagogisch relevantes Handeln verstanden. Tulodziecki verweist darauf, dass der Begriff im Sprachgebrauch der Medienpädagogik manchmal aber auch im Sinne eines angeborenen Vermögens verwendet wird, etwa wenn gesagt wird, dass Kinder grundsätzlich medienkompetent seien. Eine solche Begriffsverwendung ist mit dem ursprünglichen Kompetenzverständnis von Noam Chomsky verbunden, der davon ausgeht, dass Menschen von Natur aus Sprachvermögen bzw. sprachliche Kompetenz besitzen. Davon zu unterscheiden ist nach Chomsky die sprachliche Performanz, die sich im konkreten Sprachgebrauch in unterschiedlichen Ausprägungen zeigt. Bei dieser Betrachtung wären die obigen Zielvorstellungen nicht unter dem Begriff der Kompetenz zu fassen, sondern als angestrebte Ausprägungen von Performanz. Neben dem sprachtheoretisch-nativistischen Verständnis von Kompetenz gemäß Chomsky kann dem Begriff der Medienkompetenz in der medienpädagogischen Diskussion auch ein kommunikationstheoretisch-gesellschaftskritisches, ein funktional-pragmatisches oder ein pädagogisch-handlungstheoretisches Konzept zugrunde liegen.   Insgesamt ergibt sich daraus die Notwendigkeit, stets auch auf das Kompetenzverständnis zu achten, das mit Beiträgen zur Medienkompetenz verbunden ist.

## Ziele
Unter Einbeziehung der Überlegungen Gerhard Tulodzieckis für die Schule, der Operationalisierung des Medienkompetenzbegriffs von Dieter Baacke sowie medienästhetischer Maßstäbe definiert sich Praktische Medienkompetenz für den wichtigen audiovisuellen Bereich nach einem triadischen Modell mit folgenden Vermittlungszielen:
- Fähigkeit zur aktiven Kommunikation
Erlernen und Anwenden spezifischer Ausdrucks- und Gestaltungsmöglichkeiten und journalistischer Methoden; Fähigkeit zur aktiven Kommunikation mit audiovisuellen Medien von der Planung und Recherche über die Produktion und Gestaltung bis zur Fähigkeit der Verbreitung eigener audiovisueller Erzeugnisse.
- Kenntnis der technischen und organisatorischen Bedingungen
Fähigkeit im Umgang mit den technischen Bedingungen (Kamera, Ton, Licht, Schnitt, Nachvertonung, Ausstrahlung von Beiträgen) und den organisatorischen Bedingungen von der schriftlichen Fixierung bis zur Öffentlichkeitsarbeit und der Organisation zur Verbreitung der eigenen Medienprodukte.
- Kompetente Rezeption
Sensibilisierung der eigenen Wahrnehmung und Fähigkeit zur Filterung und kompetenten Analyse audiovisueller Informationen mit dem Vorsatz der kritischen und emotional distanzierten Wahrnehmung; Vermittlung von Format- und Genrewissen.

## Medienkompetenz in Deutschland
2021 erschien eine Studie der Stiftung Neue Verantwortung zur Medienkompetenz in Deutschland: sie maß die digitale Informations- und Nachrichtenkompetenz an 4200 repräsentativ befragten deutschen Internetnutzern. 46 % der Teilnehmenden erreichten geringe Kompetenzwerte, 33 % erreichten mittlere und nur 22 % erreichten hohe Werte. Das Alter hat Einfluss auf die Nachrichtenkompetenz: 18- bis 29-Jährige schneiden mit 15,2 von 30 möglichen Punkten im Durchschnitt besser ab, während Menschen zwischen 60 und 69 nur 12,9 Punkte erreichten. Personen mit niedriger Bildung erreichten im Schnitt 11,2 Punkte, mit mittlerer 12,7 und mit hoher 16,2.

## Medienkompetenz und Schule
Nach Vollbrecht versteht sich Medienkompetenz auch als Handlungskompetenz, was bedeutet, dass das Medium selbst nicht mehr unbedingt im Zentrum der Überlegung steht. Als Bildungsmedien behalten Medien ihre Bedeutung als Vermittlungshilfe, deren adäquate Einsetzung und Auswahl ein wesentlicher Bestandteil der Unterrichtsplanung darstellen.
Konkrete Lernziele:
1. das Zusammenwirken differenzierter medialer Gestaltungsmittel zu erkennen, vielfältige Medienerlebnisse in die eigene Lebensgestaltung sozial verträglich zu integrieren, Wirkungsmöglichkeiten von Medienangeboten theoretisch zu reflektieren und in Lebenszusammenhänge einzuordnen.
2. Medienangebote selbstständig in die Lösung komplexer unterrichtsrelevanter Aufgabenstellungen einzubeziehen, das ästhetische Erleben anhand von unterschiedlichen Medienangeboten zu entwickeln, eine effektive Medienrecherche als Grundlage wissenschaftlichen Arbeitens zu erkennen und anzuwenden,
3. Medienproduktion selbstständig planen, realisieren und präsentieren zu können, bei der Produktion von Medien individuelle Ausdrucksmöglichkeiten zu finden und anzuwenden
4. die Rolle der Medien als Wirtschaftsfaktor zu erkennen und zu beurteilen, Medien als unverzichtbares, konstitutives Element der modernen Gesellschaft zu begreifen und Funktion und Bedeutung der Medien in der Gesellschaft komplex und kritisch zu reflektieren.[17]

Diese Schlussfolgerungen haben Auswirkungen auf die Medienpädagogik.
Kontrovers ist die Verwendung von Smartphones und ähnlichem in der Schule. Beispielsweise berichteten die Medien im November 2017, das Bayerische Kultusministerium betrachte ihr Verbot von Smartphones, Laptops und Kameras, sofern sie nicht für den Unterricht gebraucht werden, als einen wirksamen Schutz vor Cybermobbing, viele Lehrer, Eltern und Schüler hingegen nennen es abfällig „Steinzeitpädagogik“.
Die Kultusministerkonferenz (KMK) verwies in einem Beschluss auf die Entwicklung von umfassender Medienkompetenz durch Medienbildung als „eine gesamtgesellschaftliche Aufgabe, die nur im Zusammenwirken von Schule und Elternhaus sowie mit den Verantwortlichen in Politik, Wirtschaft und Kultur bewältigt werden kann“.
Damit Kinder und Jugendliche Medienkompetenzen frühzeitig erwerben und zugleich lernen, Medien sowohl verantwortungsvoll, aber auch produktiv und kreativ zu nutzen, wurden im Dezember 2016 durch die Kultusministerkonferenz Bildungsziele zur „Bildung in der digitalen Welt“ vorgestellt. Die KMK-Konferenz hatte hiermit auf „die Herausforderungen des digitalen Wandels in der Bildung und der damit einhergehenden Transformation im Bildungssystem“ reagiert. Alle Bundesländer haben sich auf eine verbindliche Umsetzung der dort vorgestellten Bildungsziele geeinigt.
Im Land Nordrhein-Westfalen wurde daher der Medienkompetenzrahmen NRW im Oktober 2017 aktualisiert; davor war ein ähnliches Konzept zum Medienkompetenzerwerb seit 2010 unter dem Namen Medienpass NRW bekannt.
Der Medienkompetenzrahmen NRW steht allen Grundschulen, Förderschulen und Schulen mit Sekundarstufe I in Nordrhein-Westfalen zur Verfügung. Sein Ziel ist es, allen Kindern und Jugendlichen entlang der gesamten Schullaufbahn einen systematischen und umfassenden Aufbau von Medienkompetenz zu ermöglichen. Neben dem sicheren, verantwortungsvollen und kreativen Umgang mit Medien gehört hierzu auch eine informatische Grundbildung – und dies schon ab den ersten Klassen. Zugleich ist das Unterstützungsportal medienkompetenzrahmen.nrw Ausgangspunkt für die Entwicklung eines schulinternen Medienkonzepts. Es bietet Lehrkräften zu den verschiedenen Kompetenzbereichen zahlreiche Impulse, Ideen und Anregungen für den Unterricht – in allen Fächern und über alle Schulstufen hinweg.
Auch in außerschulischen Bildungsangeboten wie etwa denen der Jugendhilfe kann der Medienkompetenzrahmen NRW umgesetzt werden. Daher finden sich online auch hierzu entsprechende Projekte und Ansprechpersonen. Ziel ist es, alle Kinder und Jugendlichen gleichermaßen an den Chancen des digitalen Wandels teilhaben zu lassen.

## Medienkompetenz und neue Medien
Der Begriff der Medienkompetenz wird im allgemeinen Sprachgebrauch für viele verschiedene Kompetenzen und oft nicht differenziert genug verwendet. Die „Kompetenzen in einer digital geprägten Kultur“ lassen sich unterscheiden nach:
- Information und Wissen
- Kommunikation und Kooperation
- Identitätssuche und Orientierung
- Digitale Wirklichkeiten und produktives Handeln

In diesen Bereichen überschneiden sich vielfältige Kompetenzdiskussionen zur Vermittlung einzelner EDV-Kompetenzen (siehe auch Digitale Kompetenz). Bereits 2005 entstand in Österreich der Vorschlag, IT-Fähigkeiten mit Dimensionen von Medienkompetenz unter den Begriff e-Skills zu stellen.
In Bezug auf Anja C. Wagners Dissertation UeberFlow beschreibt Philippe Wampfler drei Kompetenzbereiche:
1. Selbstregulation, Selbstorganisation und Selbstreflexion ermöglichen informelles Lernen im Kontext des Web 2.0; sie führen zu »Neugierde und Kreativität, Initiative und Autonomie, Lernfähigkeit, Verantwortungsbewusstsein, Frustrationstoleranz, Improvisationsgeschick und Risikobereitschaft«.
2. Eine Internetkompetenz, die sich aus einer Medienalphabetisierung oder Medienliteracy, »medienspezifischen Analyse-, Evaluations- und Contententwicklungs-Skills« und der Fähigkeit, Informationen kontextualisieren zu können, zusammensetzt.
3. Die unter 1. und 2. genannten Fähigkeiten kommen in heterogenen sozialen Zusammenhängen zum Einsatz. Entscheidend ist also die Kompetenz, in flexiblen Umgebungen problembezogen kommunizieren zu können, ohne die eigene Autonomie preiszugeben.[26]

Von der Europäischen Union wird das Thema unter anderem im Rahmen der Initiative Safer Internet und dem dabei initiierten Netzwerk Insafe aufgegriffen.
Ein Ansatz, der sowohl herkömmliche Ansätze zur Medienkompetenz einbezieht als auch neuere Ansätze, in denen die digitalen Entwicklungen stärker in den Blick rücken, liegt z. B. von Gerhard Tulodziecki, Bardo Herzig und Silke Grafe vor. Dabei wird Medienkompetenz zunächst allgemein als Disposition bzw. als Wissen, Können und Bereitschaft für das Handeln in Medienzusammenhängen verstanden. Im Sinne einer generellen Zielperspektive soll ein sachgerechtes, selbstbestimmtes, kreatives und sozial verantwortliches Handelns im Medienbereich angestrebt werden. Eine solche Zielvorstellungen ist zugleich anschlussfähig an die allgemeine Bildungsdiskussion. Einem entsprechenden Handeln können sich Kinder, Jugendliche und Erwachsene über verschiedene Kompetenzniveaus annähern, mit denen sich unterschiedliche Ausprägungen von Medienkompetenz bzw. des Medienhandelns beschreiben lassen. Die Förderung einer so verstandenen Medienkompetenz soll im Rahmen der Medienbildung von sechs nutzungsbezogenen und vier inhaltsbezogenen Aufgabenfeldern erfolgen. Dabei wird davon ausgegangen, dass die jeweiligen medialen Möglichkeiten immer mehr als Erscheinungsformen der Digitalisierung und der digitalen Infrastruktur der Medienlandschaft zu verstehen sind. Die nutzungsbezogenen Aufgabenfelder sind: Reflektierte Nutzung von medialen und digitalen Möglichkeiten für (a) Information und Lernen, (b) Analyse und Simulation, (c) Unterhaltung und Spiel, (d) Austausch und Kooperation, (e) Gestaltung und Präsentation eigener Beiträge, (f) mediengestützte Dienstleistungen bzw. Steuerung und Kontrolle. Als inhaltsbezogene Aufgabenfelder werden genannt: (a) Verstehen und Bewerten der Medienlandschaft und ihrer digitalen Infrastruktur, (b) Analysieren und Einschätzen von medialen Gestaltungsmöglichkeiten (einschließlich der digitalen Erzeugung von Medienbotschaften), (c) Erkennen und Aufarbeiten von Medieneinflüssen auf Individuum und Gesellschaft, (d) Durchschauen und Beurteilen von Bedingungen der Medienproduktion und Medienverbreitung (einschließlich ihrer digitalen Grundlagen).

## Rezeption
Nach Gapski ist „Medienkompetenz“ längst kein exklusiver Begriff der medienpädagogischen Fachdiskussion mehr, sondern ein gesellschaftliches Konstrukt mit bestimmten Funktionen in der Mediengesellschaft, die durch die Medien vermittelt werden. Im Spiel der politischen, rechtlichen, pädagogischen, technischen oder wirtschaftlichen Diskurse herrscht je nach Akteur und Kontext ein anderes Verständnis von Medienkompetenz vor. Insofern lassen sich unterschiedliche Diskurse der Medienkompetenz nachzeichnen, die sich zum Teil durchdringen oder aufeinander Bezug nehmen und in denen der Begriff geformt, adaptiert und eingefasst wird. Je nach Kontext erfüllt der Begriff jeweils andere kommunikative Anschlussfunktionen. Medienkompetenz als Schlüsselbegriff in der Wissensgesellschaft zu positionieren, bedeute aber Entgrenzungen zu reflektieren: Über jene hinsichtlich der Bezugsrahmen und Träger, der gesellschaftlichen Zielgruppenbereiche, der vielfältigen Medien- und Nutzungsformen, der Diskurse und der Beobachtungsperspektiven.
Bleckmann und Hübner halten den Begriff der Medienkompetenz als medienpädagogische Zielgröße wegen dessen Beliebigkeit für ein Plastikwort. Sie möchte ihn durch Medienmündigkeit ersetzen als Ziel einer Medienpädagogik, welche vom sich zur Autonomie entwickelnden Menschen ausgeht, und dabei prüft, wann Medien ihn dabei fördern und wann sie ihn behindern.